# Daniel Rennich
Daniel Rennich (* 10. März 1995 in Solingen) ist ein deutscher American-Football-Spieler auf der Position des Runningbacks.

## Werdegang
Rennich begann 2011 in der Jugend der Solingen Steelers mit dem American Football. In den folgenden Jahren folgten regelmäßig Einladungen in die nordrhein-westfälische Landesjugendauswahl GreenMachine. Für sein letztes Jahr in der U19 wechselte Rennich 2014 zu den Düsseldorf Panther. Gemeinsam erreichten sie den German Junior Bowl XXXIII, wo die Panther den Cologne Crocodiles unterlagen. Rennich wurde dabei als wertvollster Spieler der Panther ausgezeichnet. Mit der deutschen Junioren-Nationalmannschaft nahm Rennich 2014 an der U19-Weltmeisterschaft in Kuwait teil.
Für seine erste Herren-Saison kehrte Rennich 2015 nach Solingen zurück und schloss sich den Paladins an. Er wurde als Allzweckwaffe auf mehreren Positionen, darunter Wide Receiver, Kicker, Punter und Returner eingesetzt. Hauptsächlich fungierte er allerdings als Runningback. Hier bildete er ab der Saison 2017 gemeinsam mit Patrick Poetsch ein produktives Duo. Mit den Paladins gelang Rennich 2017 der Gewinn der Regionalligameisterschaft und anschließend der Aufstieg in die GFL 2. Für seine Leistungen in der Aufstiegssaison wurde er als Team MVP ausgezeichnet. In der GFL2-Saison 2018 war er gemeinsam mit Poetsch für 3.073 Offense Yards und 35 Touchdowns verantwortlich. Beim Spiel gegen die Hamburg Huskies am 22. Juni 2019 wurde Rennich vom Platz verwiesen und anschließend für ein Spiel gesperrt. Die  Saison 2019 schloss er mit 1.323 Offense Yards für sieben Touchdowns, einem Kick Return Touchdown sowie mit fünf von acht erfolgreichen Field-Goal- und 32 von 34 Extrapunktversuchen ab. Erneut hat er die Paladins, die zum Saisonende eine 10:4-Bilanz vorweisen konnten, in Rushing Yards angeführt.
Im Februar 2020 wurde Rennich als Neuzugang bei den Allgäu Comets vorgestellt, doch kam er für das bayerische Team aufgrund der Saisonabsage nicht zum Einsatz. Zur GFL2-Saison 2021 wechselte Rennich zu den Berlin Adlern um Cheftrainer Shuan Fatah. Mit sieben Rushing Touchdowns trug er zum Gewinn der GFL 2 Nord und zum Aufstieg in die German Football League bei.
Obwohl er auch für die Saison 2022 bei den Adlern vorgesehen war, unterschrieb Rennich im Mai 2022 einen Vertrag beim neu gegründeten Franchise Rhein Fire aus der European League of Football (ELF). Dort entwickelte er sich unter Head Coach Jim Tomsula über die Saison hinweg zum Stammspieler und führte das Team schließlich in Rushing Yards (556) an. In diesem Zusammenhang wurde der Schlachtruf „Wenn ich nicht pass, dann renn ich“ beliebt. Beim Auswärtsspiel gegen die Barcelona Dragons wurde Rennich aufgrund einer obszönen Geste vom Platz verwiesen. Am 27. August eroberte Rennich einen Muff in der gegnerischen Endzone, womit er seinen ersten Touchdown in der ELF erzielte. Mit Fire verpasste er mit einer Bilanz von 7:5 die Playoffs. Im Herbst lief Rennich zudem spaßeshalber in der 7. NRW-Liga für die Wipperfürth Phoenix auf. Ende Dezember 2022 gab Rhein Fire die Verlängerung mit Rennich um eine weitere Saison bekannt. Darüber hinaus wurde er im Frühjahr 2023 in den 75-Mann-Kader der deutschen Nationalmannschaft berufen.

## Statistiken
| Jahr                                   | Team       | Spiele | Starts | Rushing | Rushing | Rushing | Rushing | Rushing | Receiving | Receiving | Receiving | Receiving | Receiving | Receiving |
| Jahr                                   | Team       | Spiele | Starts | Att     | Yds     | Avg     | TD      | Lng     | Rec       | Tgt       | Yds       | Avg       | TD        | Lng       |
| -------------------------------------- | ---------- | ------ | ------ | ------- | ------- | ------- | ------- | ------- | --------- | --------- | --------- | --------- | --------- | --------- |
| European League of Football            |            |        |        |         |         |         |         |         |           |           |           |           |           |           |
| 2022                                   | Rhein Fire | 12     | 9      | 129     | 556     | 4,3     | 0       | 39      | 10        | 12        | 127       | 12,7      | 0         | 38        |
| ELF Gesamt                             | ELF Gesamt | 12     | 9      | 129     | 556     | 4,3     | 0       | 39      | 10        | 12        | 127       | 12,7      | 0         | 38        |
| Quellen: stats.europeanleague.football |            |        |        |         |         |         |         |         |           |           |           |           |           |           |